# Banguessom (Mané)
Pour les articles homonymes, voir Banguessom.
Banguessom est une localité située dans le département de Mané de la province du Sanmatenga dans la région Centre-Nord au Burkina Faso.

## Éducation et santé
Le centre de soins le plus proche de Banguessom est le centre de santé et de promotion sociale (CSPS) de Mané tandis que le centre hospitalier régional (CHR) se trouve à Kaya.
Banguessom possède une école primaire publique.